# Demon Prince Enma
Благородный демон Энма (яп. 鬼公子炎魔 Кико:си Энма) или Kikoushi Enma — манга, написанная Го Нагаи и созданный по нему короткий OVA-сериал.
Является ремейком кодомо-сериала «Dororon Enma-kun», созданного в начале 70-х.
Позже на основе сюжета манги в 2007 году был создан ремейк «Satanikus ENMA Kerberos».

## Сюжет
В Токио существует необычное частное детективное агентство. Все его члены не люди, а демоны — гости из потустороннего мира. Главная их задача не только поиск пропавших людей, но и поимка бесов, демонов и призраков. Почти все демоны в манге и ОVA являются частью японской традиционной демонологии и фольклора.

## Список персонажей
Энма (яп. 炎魔) — центральный персонаж OVA и манги. Пришёл в мир смертных, чтобы избавиться от всех демонов, которые бежали из преисподней. Энма — огненный демон, а также племянник повелителя демонов Эмма-Даё. Его имя на языке Кандзи переводится как пламя демона так же, как и у повелителя подземного мира. Сэйю — Токумото Юкитоси
Юкихимэ (яп. 雪鬼姫) — Ледяной демон, Юки-онна. Главный партнёр Энмы. У неё холодное и жестокое сердце, и порой она демонстрирует презрительное отношение к Энме, но на самом деле влюблена в него, хотя не может быть с ним вместе, так как он — демон огня а она — мороза. Сэйю — Тиба Саэко
Капаэру (яп. カパエル) — Демон-каппа. Он уже давно живёт в мире людей и занимается в основном сбором информации о местонахождении демонов. В OVA-сериале обманул людей своей маскировкой, заставив их подумать, что он — простой человек. У него есть тайные контакты с другими демонами, которые информируют о правильном местонахождении кого либо. Сэйю — Сато Сэцудзи
Дедушка Сяпподзи (яп. シャポ爺 shapojii) — Старый демон в форме шляпы, обычно надет на голову Энмы. Он обладает широкими знаниями во всех вопросах, связанных с преступным миром и демонами. В OVA из-за преклонного возраста часто спит. В манге он моложе и имеет более активную роль, может также изменять форму и внешний вид, имеет более агрессивный характер. Сэйю — Нагасима Юйти

## Список серий
- 01. Nobusuma: Rot-Pus Suck Demon
- 02. Piguma: Corpseless Demon
- 03. Karuma: Misery Swirling Demon
- 04. Enma